# Suzukaze
Il Suzukaze (涼風? lett. "Vento fresco") è stato un cacciatorpediniere della Marina imperiale giapponese, decima e ultima unità appartenente alla classe Shiratsuyu. Fu varato dal cantiere di Uraga, a Tokyo, nel marzo 1937.
Assegnato alla 24ª Divisione cacciatorpediniere (3ª Flotta), partecipò ad alcuni attacchi anfibi durante la campagna delle Filippine e delle Indie olandesi, durante la quale fu però danneggiato gravemente da un siluro. Rimasto in riparazione sino al 15 luglio, fu riassegnato alla 2ª Flotta inviata a combattere sul fronte del Pacifico sud-occidentale. Dalla fine di agosto fece base alle isole Shortland e condusse svariate missioni di trasporto truppe su Guadalcanal, di ricognizione e scorta. Fu presente alla battaglia delle isole Santa Cruz (26 ottobre 1942) e a quella decisiva di metà novembre 1942, che segnò il fallimento delle ripetute offensive nipponiche per riprendere Guadalcanal. Fu quindi coinvolto, senza subire danni, nella breve battaglia di Tassafaronga e poi nelle manovre diversive collegate all'evacuazione delle truppe. Nel corso del 1943 attese a regolari missioni di scorta e trasporto truppe nel vasto scacchiere isole Salomone-isole Caroline-isole Marshall; partecipò anche alla battaglia del Golfo di Kula, colpendo forse l'incrociatore leggero USS Helena. Dopo una revisione nel dicembre 1943, si portò nell'atollo di Truk e portò a termine una complessa serie di viaggi di rinforzo nel gennaio 1944. Il 25 gennaio, mentre scortava un convoglio diretto all'atollo di Eniwetok, fu silurato da un sommergibile statunitense, esplose con violenza e affondò in poco tempo, lasciando ben pochi sopravvissuti.

## Servizio operativo

### Costruzione
Il cacciatorpediniere Suzukaze fu ordinato nell'anno fiscale edito dal governo giapponese nel 1934. La sua chiglia fu impostata nel cantiere navale di Uraga a Tokyo, gestito dall'omonima compagnia, il 9 luglio 1935 e il varo avvenne l'11 marzo 1937; fu completato il 31 agosto di quello stesso anno. La nave formò con i gemelli Kawakaze, Umikaze e Yamakaze la 24ª Divisione cacciatorpediniere, dipendente dalla 4ª Squadriglia della 2ª Flotta. In un momento imprecisato passò con il resto della divisione alla 2ª Squadriglia.

### 1941-1942
Tra 1940 e 1941 il Suzukaze transitò agli ordini del capitano di corvetta Masao Kamiyama. Il 26 novembre seguì gli altri cacciatorpediniere attraverso lo Stretto di Terashima e si fermò con loro, il 1º dicembre, nelle isole Palau, dove passarono alle dipendenze della 3ª Flotta del viceammiraglio Ibō Takahashi, incaricata di supportare lo sbarco della 14ª Armata nelle Filippine. Il 6 dicembre le forze navali salparono e il 12 il Suzukaze contribuì ad appoggiare lo sbarco presso Legaspi, nella Luzon meridionale; con il resto della 24ª Divisione facilitò inoltre lo sbarco nella baia di Lamon il 24 dicembre 1941. Conquistata Manila il 2 gennaio 1942, la 3ª Flotta si portò nelle Indie orientali olandesi: il Suzukaze dette il proprio contributo durante la battaglia di Tarakan (12 gennaio), poi fu distaccato verso Davao, dove fece da guardia all'incrociatore pesante Ashigara. Il 26 gennaio fu riassegnato alla baia Staring, a Celebes, che raggiunse il giorno successivo. Il 4 febbraio, mentre pattugliava le acque a sud dell'isola, fu colpito da un siluro lanciato dal sommergibile USS Sculpin, che provocò nove morti e l'allagamento dei quartieri abitativi; posto in gravi condizioni, fu assistito dallo Yamakaze e da due petroliere e riuscì a tornare alla baia, dove ricevette riparazioni improvvisate. Solo il 28 marzo fu capace di riprendere il mare e l'8 aprile raggiunse Sasebo, dove fu messo in bacino di carenaggio. Nel corso dei lunghi lavori l'equipaggio del Suzukaze fu informato che il 10 aprile era passato, assieme alla 24ª Divisione, alla 1ª Squadriglia cacciatorpediniere della 1ª Flotta (ammiraglio Shirō Takasu); il 15 aprile il comando della nave fu assunto dal capitano di corvetta Kazuo Shibayama. Il 15 luglio le riparazioni furono finalmente concluse: di nuovo alle dipendenze della 2ª Squadriglia, assegnata però alla 2ª Flotta (viceammiraglio Nobutake Kondō), il Suzukaze fece tappa a Yokosuka il 23 luglio, dove l'11 agosto prese in consegna la nave appoggio idrovolanti Chitose, che scortò sino all'atollo di Truk, grande base aeronavale nelle isole Caroline centrali. Giunto a destinazione il 17, il giorno successivo si unì a un convoglio recante truppe sull'isola di Guadalcanal, sulla quale forze statunitensi erano sbarcate il 7 agosto.
Dopo il 20 agosto il Suzukaze fu aggregato alla scorta di un convoglio, comandato dal contrammiraglio Raizō Tanaka, che doveva portare un nutrito distaccamento di fanteria e rifornimenti sull'isola, dopo che la 3ª Flotta di portaerei avesse eliminato le omologhe statunitensi e distrutto il corpo aereo statunitense operante dall'isola. Nella battaglia delle Salomone Orientali (23-25 agosto), invece, i giapponesi persero una portaerei leggera e subirono un pesante attacco al convoglio: l'incrociatore leggero Jintsu, nave ammiraglia di Tanaka, fu centrato più volte e il Suzukaze fu distaccato per scortarlo a Truk, raggiunta il 28 agosto. Il 31 si portò nelle isole Shortland e da questo ancoraggio condusse diverse missioni di trasporto truppe, o di scorta ad altre unità addette a questo compito, il 31 agosto, il 4-5 settembre, il 7 settembre; dal 12 al 14 cannoneggiò Henderson Field per supportare l'offensiva terrestre in corso, affiancato dai cacciatorpediniere Sazanami, Ushio e Fubuki. Il 16 settembre ripeté con successo lo scarico di truppe, ma sia il 18, sia il 24 dovette tornare indietro per la presenza navale o il contrasto aereo americani. Il 26 settembre lasciò le Shortland e arrivò il 28 a Truk, tornando in azione nella notte tra il 13 e il 14 ottobre come scorta alle corazzate Kongo e Haruna, che bombardarono pesantemente l'aeroporto. Ripeté la missione di difesa nella notte del 15-16 ottobre, stavolta accanto agli incrociatori pesanti Myoko e Maya. Il 26 ottobre fece parte dello scaglione avanzato della 2ª Flotta che combatté nella battaglia delle isole Santa Cruz: nel dettaglio fu aggregato al gruppo di scorta del contrammiraglio Tanaka, condotto dall'incrociatore leggero Isuzu e forte anche dei cacciatorpediniere Kawakaze, Umikaze, Makinami, Naganami, Takanami. La formazione non ebbe che un ruolo minore nello scontro. Tornato a Truk, ne partì il 3 novembre accompagnando gli incrociatori pesanti Suzuya e Maya alle Shortland, raggiunte due giorni più tardi. Il 7 e il 10, quindi, eseguì con successo trasporti di uomini a Guadalcanal. Partecipò alla successiva battaglia navale di Guadalcanal (13-15 novembre) come parte della scorta al convoglio di undici cargo carichi di truppe e mezzi per l'isola, che fu però preda dall'attiva aviazione statunitense; il Suzukaze salvò in queste circostanze 1100 superstiti dal trasporto Naka Maru.
Riguadagnate le Shortland, salpò il 16 novembre per Rabaul, che lasciò quasi subito di scorta all'incrociatore pesante Chokai, il quale fece tappa a Kavieng prima di fermarsi a Truk il 20. Il giorno successivo il Suzukaze imbarcò il comandante della 18ª Divisione incrociatori (contrammiraglio Mitsuharu Matsuyama) e lo portò a Rabaul il 23 novembre, quindi tornò alle Shortland entro il 27. Qui fu aggregato al gruppo di cacciatorpediniere del contrammiraglio Tanaka, incaricato di condurre una rischiosa missione di rifornimento adoperando fusti stagni, da rilasciare in prossimità delle coste: il pericolo di intercettazione era divenuto infatti troppo elevato per sostare a lungo in mare. Nelle prime ore del 30 novembre la formazione fu sorpresa dalla Task force 67, ma Tanaka reagì con prontezza, ordinò un lancio simultaneo di siluri e il ripiegamento. Il Suzukaze non riuscì, per avarie meccaniche, a effettuare il lancio ed evitò di misura gli ordigni del cacciatorpediniere USS Drayton. Il 3 dicembre prese parte a una seconda missione di questo tipo, che riuscì; invece quella del 7 fallì per l'arrivo di numerose motosiluranti nemiche. L'11 dicembre assisté il Kawakaze nella scorta a un'altra missione e contribuì all'affondamento della PT-44, quindi tornò dalle Shortland e da lì raggiunse Rabaul il 14 dicembre. Due giorni più tardi salpò assieme all'incrociatore leggero Tenryu e ai cacciatorpediniere Arashio, Isonami e Inazuma per difendere i due incrociatori ausiliari Gokoku Maru e Aikoku Maru, che trasportarono due battaglioni della 5ª Divisione fanteria a Madang (Nuova Guinea). La missione si concluse positivamente e il 20 il Suzukaze rientrò a Rabaul.

### 1943
Il 1º gennaio 1943 il Suzukaze partì da Rabaul per le isole Shortland, dalle quali salpò subito il 2 per coprire una missione di trasporto truppe; subì danni leggeri quando alcune bombe d'aereo esplosero molto vicino allo scafo, il che l'obbligò a tornare il 6 a Rabaul per un rapido controllo. Il 16 salpò portandosi a traino il danneggiato cacciatorpediniere Uzuki e giunse a Truk il 21, dove fu oggetto di ulteriori riparazioni. Dal 31 gennaio al 9 febbraio accompagnò il grosso della 2ª Flotta nei pattugliamenti diversivi a nord delle isole Salomone, che dettero un importante contributo alla riuscita dell'evacuazione della 17ª Armata da Guadalcanal. Rientrò a Truk, quindi si mise in viaggio il 12 per il Giappone, che raggiunse il 16; fu messo in bacino a Sasebo, dove andò incontro a un approfondito raddobbo: in quest'occasione la contraerea fu potenziata con la sistemazione, davanti alla plancia, di un apposito ballatoio per un'installazione binata di cannoni Type 96 da 25 mm L/60. Il 23 maggio il cacciatorpediniere fu rimesso in acqua, al comando del capitano di corvetta Masao Yamashita, e il 16 giugno partì da Yokosuka come parte di una formazione da guerra che gettò le àncore a Truk, dove si fermò due giorni: il 23 riprese il mare scortando, con i cacciatorpediniere Ariake e Niizuki, gli incrociatori pesanti Suzuya e Kumano, che recarono a Rabaul un contingente di unità contraeree dell'esercito. Dopo aver sostato a Truk tra il 27 e il 30 giugno, la lasciò a fianco della nave da difendere, l'incrociatore pesante Chokai; esso si fermò a Rabaul, mentre il Suzukaze procedette sino alle Shortland (2 luglio). Da qui partì la sera del 5 luglio per proteggere altri cacciatorpediniere carichi di truppe destinate all'isola di Kolombangara: i giapponesi furono intercettati nel Golfo di Kula, che separa Kolombangara dalla Nuova Georgia, e subirono danni per il tiro di cacciatorpediniere e incrociatori leggeri; sul Suzukaze i proiettori furono divelti e la torre di prua rimase bloccata. Tuttavia il lancio di siluri capovolse la situazione e l'incrociatore leggero USS Helena fu centrato e spezzato in due, consentendo lo sganciamento nipponico. Il Suzukaze tornò alle Shortland, quindi a Rabaul e infine a Truk il 15 luglio, rimanendovi quasi una settimana. Il 21 salpò in compagnia degli incrociatori Nagara, Takao e Atago, arrivò a Yokosuka il 26 luglio e fu tratto in secca per una revisione generale. Il 17 agosto tornò in mare e scortò, con il cacciatorpediniere Umikaze, i due incrociatori pesanti prima a Truk (23 agosto), poi in un viaggio di trasporto truppe per Rabaul, durato dal 25 al 29 agosto. Il 18 settembre il Suzukaze uscì in alto mare con una parte della 2ª Flotta per intercettare la Task force 58, impegnata in una serie di raid sulle isole Marshall. Non ci fu comunque alcun contatto e il 25 le navi tornarono a Truk. L'11 ottobre fu incaricato di scortare gli incrociatori pesanti Myoko e Haguro a Rabaul, dove le tre unità giunsero il 13; quindi tornò il 15 a Truk. Quattro giorni più tardi partecipò a una seconda missione di guerra per proteggere le Marshall da possibili, nuovi attacchi, ma non fu registrata alcuna incursione e così la flotta tornò indietro il 26 ottobre. Il 31 salpò in compagnia dei cacciatorpediniere Umikaze, Tanikaze e Akebono, delle portaerei Junyo, Unyo, delle corazzate Yamashiro, Ise e dell'incrociatore pesante Tone con destinazione Kure: qui giunto, il Suzukaze fece rotta per Sasebo, raggiunta il 6 novembre per sottoporsi a raddobbo, durante il quale il comandante Yamashita salì al grado di capitano di fregata. I lavori riguardarono anche l'eliminazione della torretta singola di poppa per fare spazio a un'installazione tripla di cannoni Type 96 da 25 mm e, all'albero tripode dietro la torre di comando, fu forse agganciato un radar Type 22 per la direzione del fuoco contro bersagli navali. Il 14 dicembre, tornato operativo, scortò un convoglio partito da Pusan in Corea e che lasciò a Truk il 26.

### 1944: l'affondamento
Il 30 dicembre 1943 il Suzukaze iniziò un'intensa attività: dapprima scortò un piccolo gruppo di cargo a Kusaie, facendo tappa a Ponape; dopodiché eseguì missioni di trasporto truppe tra Ponape stessa, Kusaie e l'isola di Nauru. Infine riprese la difesa del convoglio di Kusaie, che condusse in salvo a Truk il 19 gennaio 1944. Il giorno dopo salpò in fretta per portare assistenza alla nave rifornimento Irako, colpita al largo della base ma che riuscì a salvarsi. Nella notte tra il 24 e il 25 gennaio fece rotta per l'atollo di Eniwetok con l'incarico di difendere un convoglio che stava portandovi rinforzi. A circa 140 miglia nautiche a nord-nord-est di Ponape (8°51′N 157°10′E) incassò un siluro rilasciato dal sommergibile USS Shipjack e saltò in aria; il relitto affondò in pochi minuti, trascinando con sé quasi tutto l'equipaggio e il capitano Yamashita, mentre ventidue superstiti furono tratti in salvo da un cacciasommergibili.
Il 10 marzo 1944 il Suzukaze fu depennato dalla lista di naviglio imperiale.